# Tobruk (filme)
Tobruk é um filme de guerra estadunidense de 1967 dirigido por Arthur Hiller. 
A história se passa durante a II Guerra Mundial, quando os nazistas liderados por Erwin Rommel enfrentaram as tropas aliadas no Norte da África. Escrito por Leo Gordon, com boas cenas de ação, numa época em que esse gênero de filmes obteve bastante popularidade, com sucessos como The Dirty Dozen, Where Eagles Dare e The Guns of Navarone.

## Elenco principal
- Rock Hudson .... Major Donald Craig.
- George Peppard .... Capitão Kurt Bergman
- Nigel Green .... Coronel John Harker
- Guy Stockwell .... Tenente Max Mohnfeld
- Jack Watson .... Sargento-Major Jack Tyne
- Norman Rossington .... Alfie
- Percy Herbert .... Dolan
- Liam Redmond .... Henry Portman
- Heidy Hunt .... Cheryl Portman
- Leo Gordon .... Sargento Krug
- Robert Wolders .... Cabo Bruckner

## Sinopse
Em setembro de 1942, com as tropas nazistas próximas do Canal de Suez, o que significaria o domínio do Egito pelos alemães, o comando militar inglês aprova um plano desesperado para destruir os depósitos de gasolina instalados na cidade de Tobruk, na Líbia, tentando com isso interromper a ofensiva e a consequente vitória dos inimigos.
O autor original do plano, o major do exército inglês Donald Craig, havia sido capturado pelos franceses (declarados neutros) e aprisionado na Argélia. Craig é canadense e perito em topografia, exploração do deserto e com grande conhecimento do Saara. Assim, ele é considerado essencial para o sucesso do plano, o que o leva a ser resgatado por um comando especial, liderado pelo capitão Kurt Bergman.
Kurt é um judeu alemão e combate os nazistas liderando um grupo de militares que são como ele, os SIG - Special Identification Group. Eles se juntam ao LRDG - Long Range Desert Group, tropas britânicas do deserto sob o comando do tenente-coronel John Harker, sediadas em Cufra, um oásis na Líbia.
Harker explica à Craig que eles terão oito dias para chegar a Tobruk, destruir os tanques de gasolina e permitir a invasão das tropas navais aliadas. O plano consiste em que os britânicos, inclusive Craig, se passem por prisioneiros de guerra, que estão sendo escoltados por um destacamento nazista, na verdade os componentes da SIG.
A travessia do deserto é dificultada por encontros com tropas italianas, alemãs e por um ataque de um avião aliado que não sabe do plano. Além disso, eles são obrigados a aceitar prisioneiros britânicos dos tuaregues, que negociam armas com os nazistas. Os prisioneiros, apesar de britânicos, se revelam como agentes nazistas. Os SIG's continuam a se passar por alemães, escondendo a verdade dos agentes, mas estes acabam sendo informados do que se passa por um espião nazista, infiltrado entre os SIG, e que fará de tudo para frustrar o plano aliado.

## Indicação
- Albert Whitlock e Howard A. Anderson foram indicados ao Oscar pelos efeitos especiais.[2]